# Останній бій (мультфільм)
Останній бій — український радянський анімаційний фільм, знятий у 1989 році студією Київнаукфільм, за мотивами однойменного оповідання Олександра Кравченка. Автор сценарію та режисер — Олександр Вікен. Ролі озвучував — Віктор Андрієнко.

## Сюжет
Колишній генерал піхоти на пенсії нині веде безуспішну війну з тарганами в себе на дачі. Щоб позбутись від тарганів, він купує сучасний прилад, за допомогою якого можна керувати комахами й назавжди вигнати їх зі свого помешкання. Однак, повернувшись додому, генерал замість того щоб позбутись від комах, створює тарганячу армію і вирішує завдати превентивного удару по своєму сусіду по дачі. Проте на його лихо сусідом виявився колишній генерал військової авіації, який за допомогою такого ж прилада наслав на супротивника мух, бджіл і комарів.